# (2316) Jo-Ann
(2316) Jo-Ann (1980 RH) – planetoida z pasa głównego asteroid okrążająca Słońce w ciągu 3,84 lat w średniej odległości 2,45 au. Odkryta 2 września 1980 roku.